# Текстура
Текстура је трећи ликовни елемент који се, поред линије и површине, у ликовној уметности директно везује за саму материју. Текстура обавештава о структуралном саставу и грађи површине предмета. Можемо је сазнати непосредно чулом додира.
Док је визуелна перцепција линије и површине, иако мање директна од тактилне, поузданија од ње, и лакша за тумачење у свести, дотле је тактилна перцепција за схватање текстуре од примарног значаја. То се одражава и у говорном језику. Речи које симболишу текстуралне појаве означавају тактилне осећаје. Појмови гладак и рапав спонтано се у свести везују за чуло додира. Ово не значи да нас и чуло вида не може, посредством светлости, известити о томе да ли је неки предмет гладак или рапав. Визуелна слика текстуре је чак комплетнија, јер су чисто тактилним особинама глаткоће и рапавости придодате и особине које је светлост изазвала и додала тактилним појавама површине. Тако се под утицајем светлости нека површина перципиране само као глатка или храпава, него и као мат или сјајна. 
Услед тога две основне групе текстура: глатке и храпаве, деле се на још по две.
Глатке текстуре деле се : 
1. Глатке са сјајем
2. Глатке мат

Храпаве се деле на :
1. Храпаве са сјајем
2. Храпаве мат

Сјајне су оне текстуре које добро и правилно одбијају светлост а мат су оне које светлост одбијају слабо и неправилно.
Текстура је ликовни елемент који најдиректније говори о самој природи материје, о њеној грађи, о њеном структуралном карактеру. Док површина и линија описују какав је изглед предмета, текстура говори о томе какав му је састав. 

## Текстура кроз историјууметности
Као ликовни елемент текстура се јавља много касније од линије и површине. Никад није самостални елемент, увек је у оквиру ликовних целина, где се придружује осталим елементима, да боље и ближе означи структуру представљених предмета и тиме појача њихову материјалност и њихову предметну присутност у композицији. 
У примитивним цивилизацијама она се тесно везивала за примењену уметност и једино је ту коришћена као готово самостално ликовно средство за уношење реда у све врсте ткања, плетења, оплитања, чипкања, низања. Користећи пруће, сламу, вуну, памук, шкољке, шљокице, перлице, примитивни народи остварили су велико богатство и разноликост текстура које имају чисто пластички значај, значај једног оствареног реда и израза у тактилно-визуелној области. 
У модерној уметности текстури се посвећује посебна пажња. У неким кубистичким композицијама она је доминантан елемент, а код енформела она је тема слике и цела композиција ограничава се на игру текстуре и тражење њихове специфичне изражајности. 
Научни продор у материју, микрофотографија и телефотографија и снимање тела у васиони свакако су одиграли значајну улогу у стварању климе за појаву енформела и поп-арта, који је исто тако један облик појачаног интересовања за материју, па и за тектуру, као најадекватнији вид њене структуралне грађе.
Велика актуелност вештачких текстура у архитектури и примењеној уметности је вероватно последица продора пластичних маса, које у човековом животу заузимају све више места и замењују материјале, којима се човек све до скора служио, а које су по структури своје грађе увек богате и разнолике, па пружају оку комплетан визуелни доживљај, анимирајући, активирају и радњу. Пластичне материје су, насупрот томе, по природи аморфне, неиздиференциране, сиромашне и за око досадне и пасивизирајуће, негативног дејства на визију па услед тога и на психу. Спас се тражи у текстури и боји. Оне треба да надокнаде природне визуелне недостатке вештачких материјала.